# Cervo (torrente)
Il Cervo (Serv in piemontese) è un torrente del Piemonte lungo circa 65 km, principale tributario del fiume Sesia. Attraversa le province di Biella e Vercelli. Il perimetro del suo bacino è di 152 km, e il tratto montano del torrente bagna la Valle Cervo.

## Etimologia
Il nome Cervo piuttosto che dal latino cervus deriverebbe invece dal termine germanico saar (fiume o torrente). Il torrente viene denominato Sarvo nei documenti medioevali in latino.

## Paleogeografia
Il Cervo aveva in passato un percorso piuttosto diverso da quello attuale e nella pianura a sud di Biella scorreva in un paleoalveo attualmente percorso dalla roggia Ottina.
Dalle ricerche paleogeografiche (in particolare dei geologi Francesco Carraro e Franco Gianotti) emerge infatti come anticamente il torrente, dopo essere uscito dell'omonima vallata alpina, si dirigesse decisamente verso sud per confluire poi nella Dora Baltea, il cui antico corso era invece spostato nettamente più a nord-est dell'attuale.

## Corso del torrente

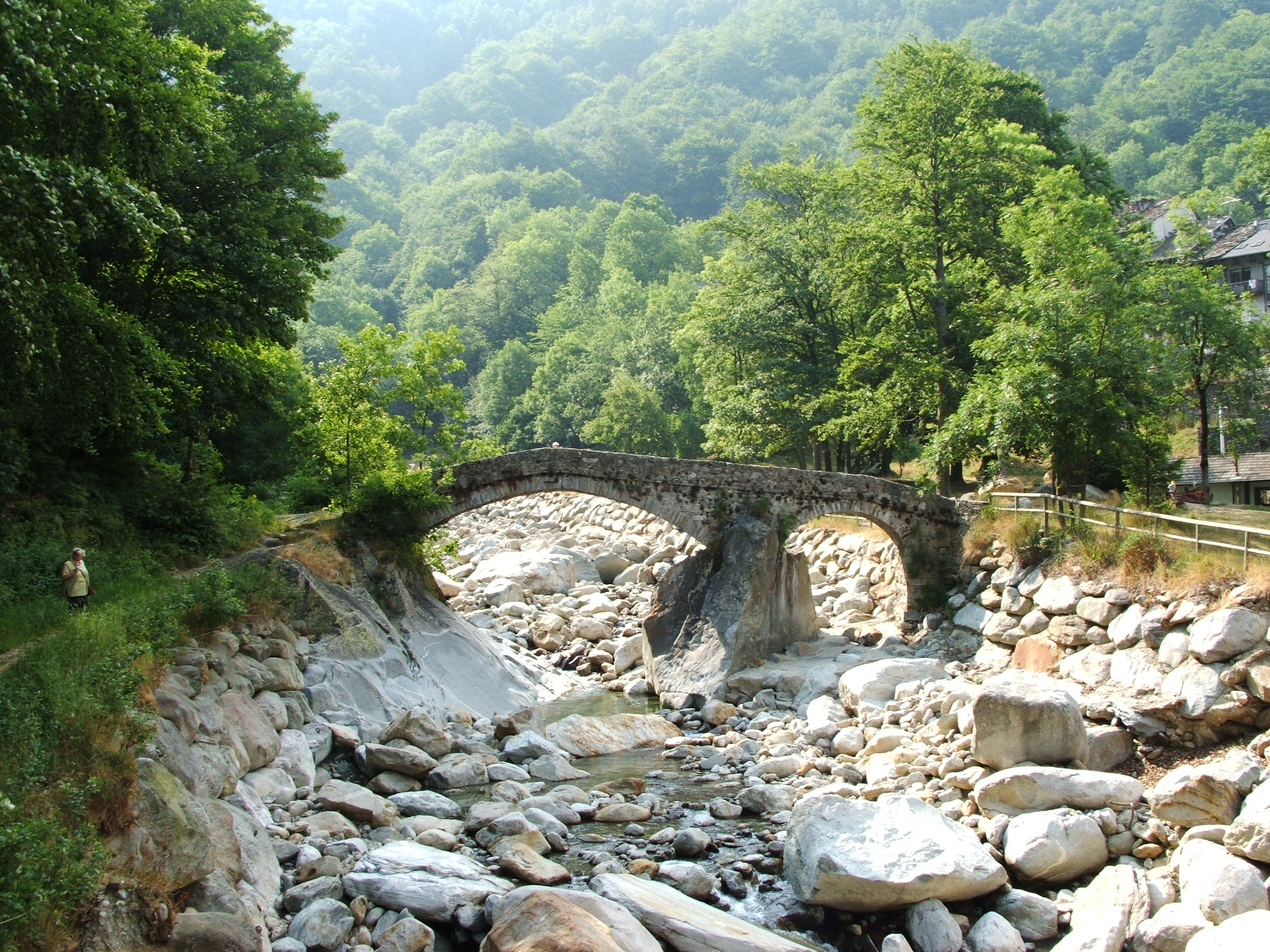
Ponte sul Cervo nei pressi di Piedicavallo, crollato nel corso dell'evento alluvionale dell'ottobre 2020

Nasce sulle Alpi biellesi dal Lago della Vecchia e scorre impetuoso bagnando i numerosi comuni della valle omonima. In questo tratto riceve modesti affluenti: Mologna, Irogna, Chiobbia, Lu Rialet, Bruma e Nelva; in alta valle separa inoltre la banda solia dalla banda veja, ovvero divide il versante della valle situato sulla sinistra idrografica del corso d'acqua e meglio esposto al sole da quello opposto, più umido e ombroso.
In prossimità del confine tra Tollegno e Biella confluisce in sponda destra orografica il torrente Oropa; il Cervo attraversa quindi la parte est del capoluogo all'altezza del quartiere di Chiavazza.

Qui la valle si allarga in maniera tale che il torrente rallenta il suo impeto distendendosi in ampi greti ciottolosi e devia al tempo stesso il proprio orientamento decisamente verso est.
Giunto presso la cittadina di Cossato riceve poi le acque dello Strona di Mosso, proveniente da sinistra, e incrementa visibilmente la propria portata.
Nella zona della confluenza l'erosione ha scavato caratteristiche formazioni note come canyon di sabbia nei depositi di sabbia compatta e rossiccia attraversati dagli alvei dei due torrenti. Questi depositi sabbiosi vengono poi scavati in alcuni punti dall'azione erosiva dei ciottoli trasportati dalla corrente che produce marmitte di sabbia, analoghe come meccanismo di formazione alle marmitte dei giganti presenti nei torrenti di montagna.

Superato Castelletto Cervo riceve l'apporto idrico dell'Ostola ed entra nella piana vercellese e nell'omonima provincia raccogliendo dopo poco anche le acque del Guarabione; in questa zona il corso del Cervo si dirige verso sud-est, un orientamento che manterrà fino alla confluenza con il Sesia.
In territorio vercellese il torrente si arricchisce notevolmente del contributo di numerosi corsi d'acqua minori, rogge e canali e viene scavalcato dal Canale Cavour e dall'Autostrada A4.
Nei pressi di Collobiano giungono gli apporti idrici più importanti: da sinistra i torrenti Rovasenda e Marchiazza e soprattutto da destra l'Elvo, suo principale tributario, tant'è che la sua portata media in questo tratto diviene superiore a quella di molti fiumi italiani.
Di qui si avvia pigramente verso la confluenza con il Sesia, al quale fornisce un notevole contributo idrico, confluenza che avviene a quota 132 m s.l.m. al confine tra i comuni di Caresanablot e di Vercelli.

## Affluenti principali
In sinistra orografica:

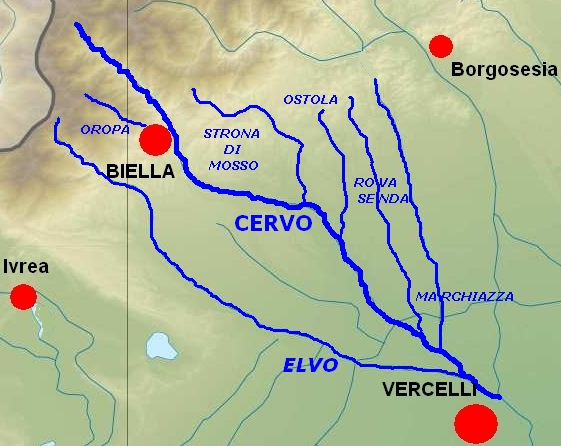
Collocazione dei principali affluenti

- Mologna: nasce dalla punta Tre Vescovi e sbocca nel Cervo a Piedicavallo;
- Chiobbia: nasce alle falde occidentali del Bo e sfocia a Montesinaro;
- Nelva: nasce a sud del monte Casto e, dopo aver raccolto le acque della Sobbia, sfocia nel Cervo a Andorno;
- Strona di Mosso;
- Ostola;
- Guarabione;
- Rovasenda;
- Marchiazza.

In destra orografica:
- Irogna: nasce tra il monte Cresto e il monte Pietra Bianca e confluisce nel Cervo 1 km ad ovest di Piedicavallo;
- Pragnetta: nasce a nord della punta Gran Gabe e, dopo aver bagnato il vallone della Gragliasca, sfocia nel Cervo a Rosazza;
- Oropa;
- roggia Ottina: raccoglie le acque provenienti dalle baragge di Candelo e di Benna nonché una parte delle acque di risulta dei canali irrigui che scorrono a sud di Biella. Scende poi verso sud-est con un alveo semi-naturale e in comune di Buronzo va a confluire nel Cervo dopo aver accolto il contributo della roggia Druma;
- Elvo.[3]

## Regime
Nonostante la notevole portata perenne presso la foce (circa 22 m³/s), il Cervo è un corso d'acqua a regime spiccatamente torrentizio, con piene tardo- primaverili (causate dallo scioglimento delle nevi sulle Alpi e Prealpi Biellesi) e soprattutto autunnali dovute alla piogge, che possono anche risultare talvolta disastrose (come avvenuto nel 1968, nel 2002 e nel 2020).

In estate invece è soggetto a magre notevoli, presentando anche alcuni lunghi tratti in secca a causa del pesante sfruttamento delle sue acque.

## Stato ambientale e pesca

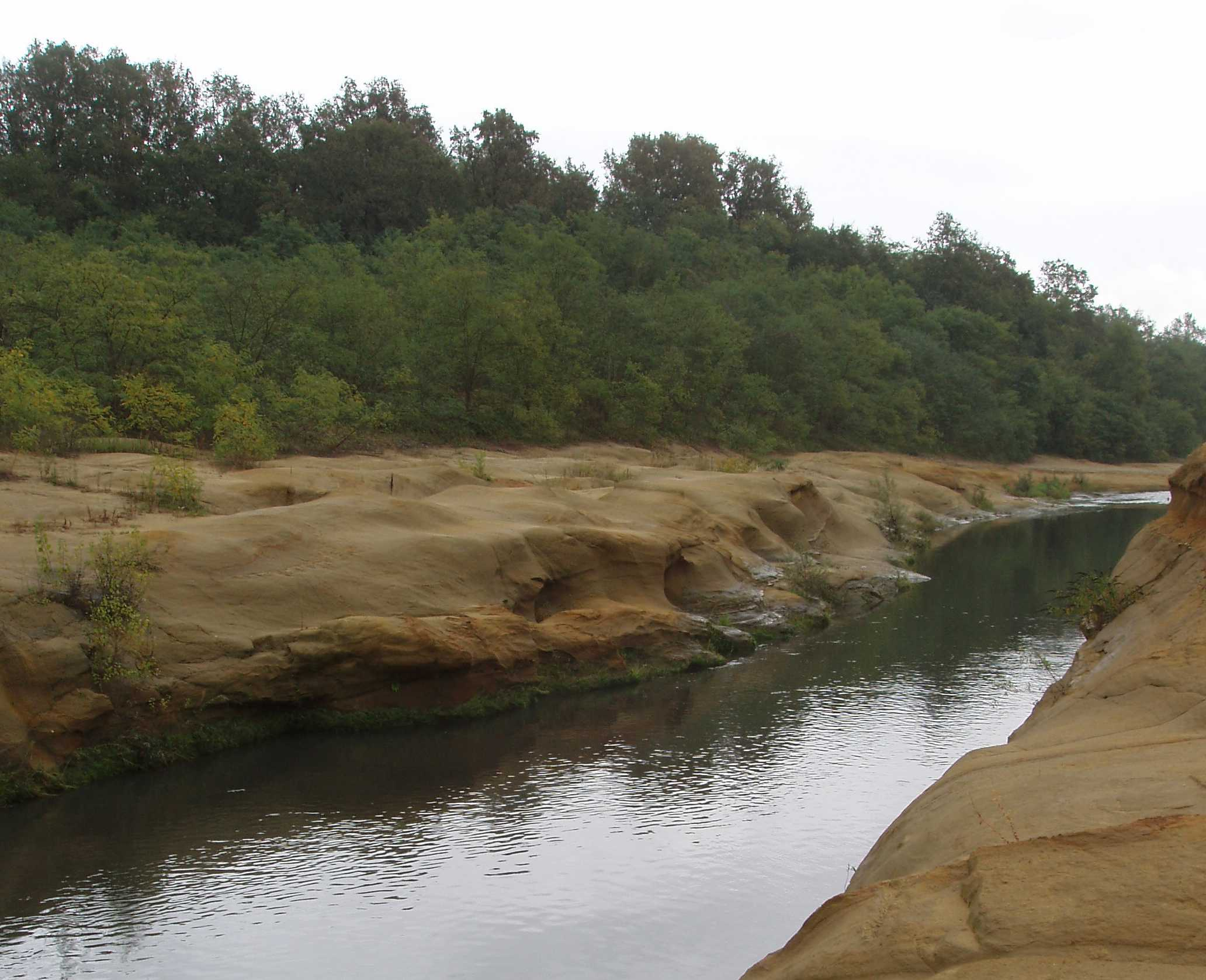
La zona dei canyon di sabbia

La composizione dell'ittiofauna del Cervo sui presenta alterata rispetto a quella teorica a causa di varie attività antropiche dalle quali derivano prelievi idrici e alterazioni bio-chimiche delle sue acque.
Nella porzione del torrente a monte di Biella esistono comunque popolazioni di trota fario, sia pure di modesta entità, mentre a valle del capoluogo provinciale il Cervo è popolato principalmente da vaironi, alborelle e cavedani.

Lo stato ambientale delle acque  (indice SACA) è stato classificato al 2002 dalla Regione Piemonte come BUONO fino a Passobreve (Sagliano Micca) e SUFFICIENTE da Biella alla confluenza con il Sesia; questo decadimento qualitativo è dovuto agli impatti antropici sopra ricordati.

Il Cervo è classificato come corso d'acqua di categoria "A" (per la presenza di salmonidi) dalle origini fino a Biella (Alta Valle Cervo), e di categoria "B" (ciprinidi) per il rimanente tratto nella piana vercellese.

## Attività ricreative
A monte di Andorno Micca le profonde pozze formate dal torrente e l'acqua pulita oltre che i pescatori attraggono numerosi bagnanti.

La discesa in canoa/kayak da Rosazza fino alla località Asmara (San Paolo Cervo) presenta difficoltà valutate tra il IV e il V grado, quella dalla frazione Bogna (Quittengo) fino a Miagliano difficoltà di III e IV grado con qualche passaggio di V evitabile; i momenti migliori per la discesa sono quelli dopo piogge abbondanti oppure quando le acque del disgelo primaverile aumentano la portata del torrente.

## Attività economiche

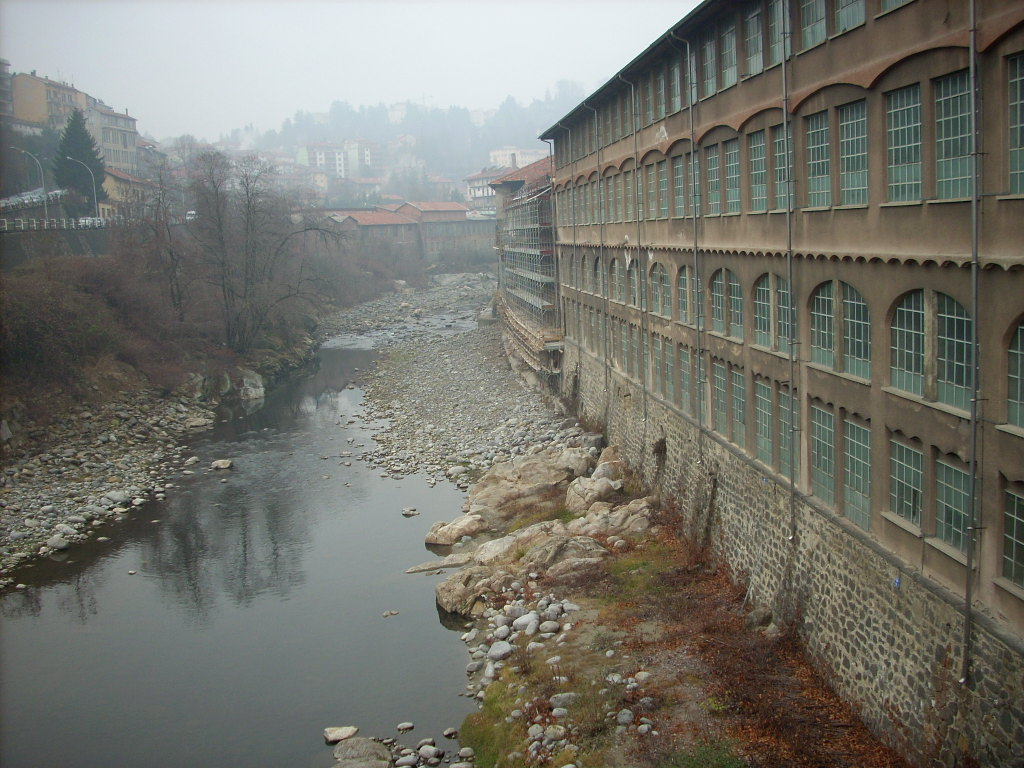
Il torrente Cervo a Biella

Il Cervo ha in passato fornito energia idraulica e l'acqua necessarie per le produzioni tessili realizzate dai numerosi stabilimenti costruiti nei pressi del torrente, sia a Biella sia nella bassa e media valle. Dal corso d'acqua hanno inoltre preso il nome due storiche aziende biellesi ancora in attività nel 2012, il cappellificio Valle Cervo (Sagliano Micca) e il biscottificio Cervo, situato a Chiavazza.